# Таун, Итиэль
Итиэль Таун (англ. Ithiel Town, 3 октября 1784[…], Томпсон — 13 июня 1844 или 12 июня 1844, Нью-Хейвен) — американский архитектор и инженер-строитель.

## Биография
Родился в Уиндеме (Коннектикут) 3 октября 1784 года. Переехал в Бостон, где учился у архитектора Ашера Бенджамина. Карьеру архитектора начал со строительства церкви в Нью-Хейвене, где проявил себя в том числе как дизайнер и инженер. В 1814 году там же Таун спроектировал Церковь Святой Троицы, чем закрепил свою репутацию архитектора. 28 января 1820 года получил патент на новую систему строительства деревянных мостов, Town Lattice Truss, и в этот период Таун был занят не только работой над зданиями, но и надзором за строительством мостов. В частности, он построил мост через реку Джеймс возле Ричмонда, штат Виргиния, и ещё один в Северной Каролине. В 1827—1828 годах был партнёром Мартина Э. Томпсона в Нью-Йорке.
Таун был одним из величайших архитекторов неогреческого стиля в Соединённых Штатах. Согласно дневнику Александра Джексона Дэвиса, он спроектировал здание лечебницы в неогреческом стиле на территории, где впоследствии был построен собор Иоанна Богослова в Нью-Йорке. Таун помогал Уильяму П. Эллиоту в проектировании Патентного бюро в Вашингтоне, где сейчас располагаются Национальная портретная галерея и Галерея Ренвик. Тауна называют «одним из самых благородных примеров неогреческого стиля в архитектуре неоклассицизма, появившихся в США».